# Юльково (Куявсько-Поморське воєводство)
Юльково (пол. Julkowo, нім. Julke) — село в Польщі, у гміні Тлухово Ліпновського повіту Куявсько-Поморського воєводства.
Населення — 198 осіб (2011).
У 1975-1998 роках село належало до Влоцлавського воєводства.

## Демографія
Демографічна структура станом на 31 березня 2011 року:
|          | Загалом | Допрацездатний вік | Працездатний вік | Постпрацездатний вік |
| -------- | ------- | ------------------ | ---------------- | -------------------- |
| Чоловіки | 95      | 30                 | 59               | 6                    |
| Жінки    | 103     | 31                 | 56               | 16                   |
| Разом    | 198     | 61                 | 115              | 22                   |